# Kanton Broglie
Broglie is een voormalig kanton van het Franse departement Eure. Het kanton maakte deel uit van het arrondissement Bernay. Het werd opgeheven bij decreet van 25 februari 2014, met uitwerking op 22 maart 2015. Alle gemeenten werden toegevoegd aan het Breteuil.

## Gemeenten
Het kanton Broglie omvatte de volgende gemeenten:
- Broglie (hoofdplaats)
- Capelle-les-Grands
- Chamblac
- La Chapelle-Gauthier
- Ferrières-Saint-Hilaire
- La Goulafrière
- Grand-Camp
- Mélicourt
- Mesnil-Rousset
- Montreuil-l'Argillé
- Notre-Dame-du-Hamel
- Saint-Agnan-de-Cernières
- Saint-Aubin-du-Thenney
- Saint-Denis-d'Augerons
- Saint-Jean-du-Thenney
- Saint-Laurent-du-Tencement
- Saint-Pierre-de-Cernières
- Saint-Quentin-des-Isles
- La Trinité-de-Réville
- Verneusses